# Ententa
     Państwa centralne
     Ententa

Ententa (na zielono), Trójprzymierze (na oliwkowo) i kraje neutralne (na beżowo) w 1914, przed wybuchem I wojny światowej

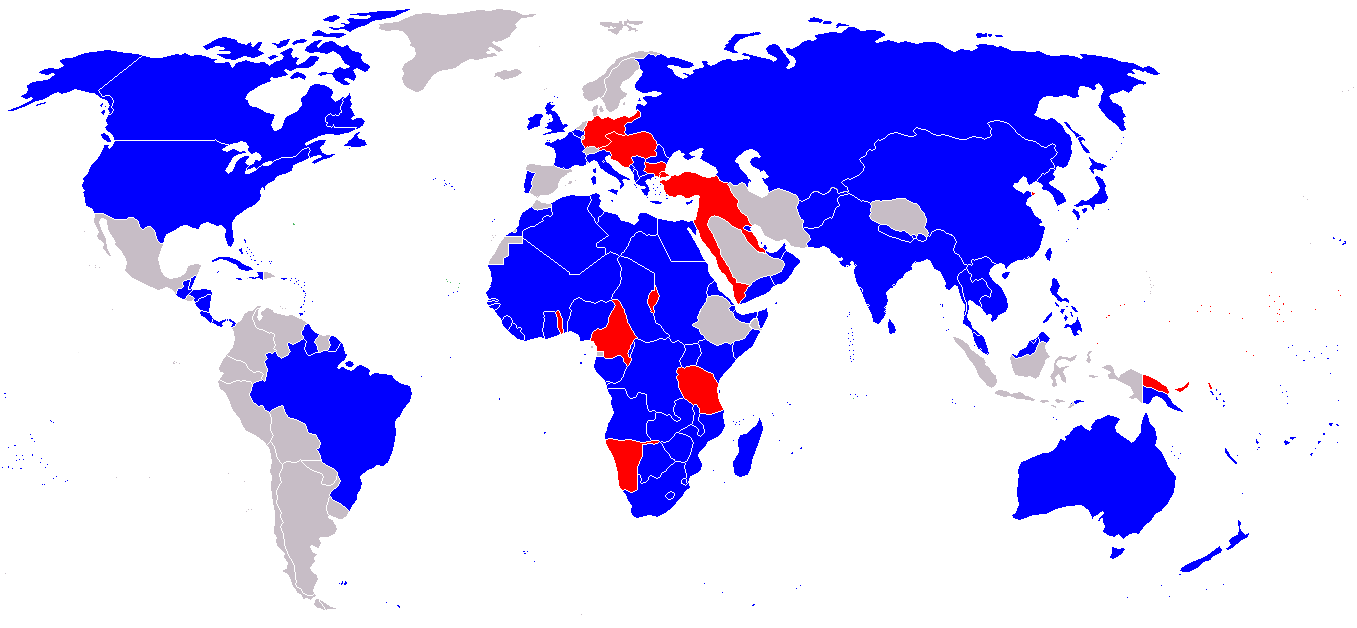
Uczestnicy I wojny światowej
Państwa centralne
Ententa

Ententa (czyt. ãnˈtãnta, z fr. entente – porozumienie, ang. Triple Entente, potrójna ententa, trójporozumienie) – sojusz pomiędzy Francją, Wielką Brytanią i Imperium Rosyjskim. Do jego powstania dochodziło stopniowo. Był odpowiedzią na zawarte w 1882 Trójprzymierze.

## Historia

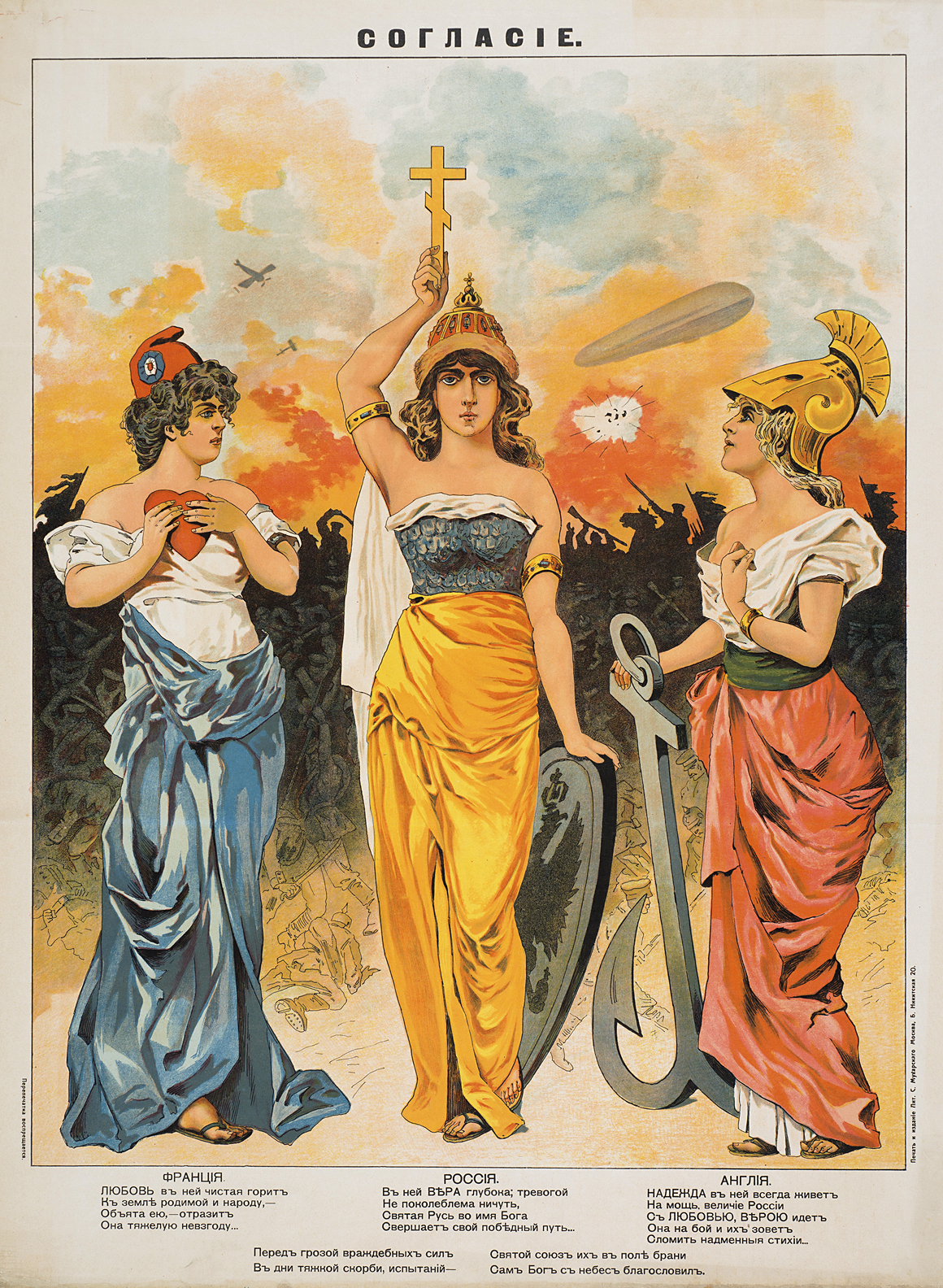
Personifikacja Brytanii (z prawej), Rosji (w środku) i Francji (z lewej), z początku I wojny światowej

Imperium Rosyjskie, Cesarstwo Niemieckie i Austro-Węgry byli uczestnikami Sojuszu Trzech Cesarzy, sformalizowanego 22 października 1873, na mocy którego zobowiązywali się oni do wzajemnych konsultacji w razie rozbieżnych interesów, zachowania pokoju w Europie oraz szukania wspólnego rozwiązania w razie agresji państw trzecich. Francja, odwieczny wróg Niemiec, była przez Niemcy izolowana na arenie międzynarodowej, zwłaszcza po przegranej w wojnach napoleońskich i wojnie francusko-pruskiej. Konsekwencją zawarcia Sojuszu Trzech Cesarzy był Traktat reasekuracyjny, podpisany pomiędzy Niemcami a Rosją 18 czerwca 1887. W 1890 roku Rosja chciała renegocjować traktat, jednakże cesarz Niemiec, Wilhelm II nie wyraził chęci ani zgody na ponowne podpisanie traktatu. Doprowadziło to w konsekwencji, z obawy przed Niemcami, do asekuracyjnego zbliżenia się Rosji z Francją – oponentem Niemiec.
Jako pierwszy został zawarty sojusz francusko-rosyjski (17 sierpnia 1892). Pomimo odmiennych systemów politycznych, udało porozumieć się III Republice Francuskiej i Imperium Rosyjskiemu. Niemcy znalazły się w niekorzystnym położeniu pomiędzy tymi dwoma krajami.
Wielka Brytania, największe mocarstwo kolonialne świata (zob. Imperium brytyjskie), znalazła się w zagrożeniu dla swych terytoriów zamorskich, przez istniejącą dopiero od 1871 niemiecką Cesarską Marynarkę Wojenną. Marynarka Niemiec od końca XIX wieku była niezwykle intensywnie rozbudowywana. W latach poprzedzających I wojnę światową była już drugą potęgą morską świata, ustępując jedynie Royal Navy. Wielka Brytania, wybierając mniejsze zło, sprzymierzyła się ze swoim odwiecznym wrogiem, Francją. Jako drugi został zawarty układ angielsko-francuski (tzw. entente cordiale, 1904), a następnie porozumienie rosyjsko-angielskie (1907). Tym samym trójporozumienie zaczęło funkcjonować w 1907. Układ 1907 podobnie jak 1904 był wytyczeniem stref wpływów, układem wzajemnej pomocy był jedynie układ z 1892.
Już po wybuchu I wojny światowej do Wielkiej Brytanii, Francji i Rosji, które stanowiły trzon ententy, dołączyła szeroka koalicja 25 państw, z których nie wszystkie wzięły czynny udział w wojnie przeciwko państwom centralnym.

## Państwa wchodzące w skład ententy
- Wielka Brytania i jej dominia
- Francja
- Imperium Rosyjskie (do 1917)
- Belgia
- Japonia
- Włochy (od 1915)
- Rumunia

Wykres przedstawiający ofiary po stronie ententy

- Stany Zjednoczone (od 1917 na zasadzie państwa sprzymierzonego)
- Królestwo Grecji
- Brazylia (od 1917)
- Portugalia
- Królestwo Serbii

|                                                         | Populacja (w mln) | Powierzchnia (w mln km²) | PKB (w mld $) |
| ------------------------------------------------------- | ----------------- | ------------------------ | ------------- |
| Imperium Rosyjskie (wraz z tzw. Królestwem kongresowym) | 173,2             | 21,7                     | 257,7         |
| wraz z Wielkim Księstwem Finlandii                      | 176,4             | 22,1                     | 264,3         |
| Francja                                                 | 39,8              | 0,5                      | 138,7         |
| wraz z koloniami                                        | 88,1              | 11,2                     | 170,2         |
| Imperium brytyjskie                                     | 446,1             | 33,3                     | 561,2         |
| Japonia                                                 | 55,1              | 0,4 M                    | 76,5          |
| wraz z koloniami                                        | 74,2              | 0,7                      | 92,8          |
| Włochy                                                  | 35,6              | 0,3                      | 91,3          |
| wraz z koloniami                                        | 37,6              | 2,3                      | 92,6          |
| Stany Zjednoczone                                       | 96,5              | 7,8                      | 511,6         |
| wraz z ziemiami zależnymi                               | 106,3             | 9,6                      | 522,2         |
| Razem                                                   | 928,7             | 79,2                     | 1703,3        |

## Przywódcy

### Francja
- Raymond Poincaré – prezydent Francji
- René Viviani – premier Francji (13 czerwca 1914 – 29 października 1915)
- Aristide Briand – premier Francji (29 października 1915 – 20 marca 1917)
- Alexandre Ribot – premier Francji (20 marca 1917 – 12 września 1917)
- Paul Painlevé – premier Francji (12 września 1917 – 16 września 1917)
- Georges Clemenceau – premier Francji (od 16 września 1917)
- Joseph Joffre – naczelny dowódca armii francuskiej (3 sierpnia 1914 – 13 grudnia 1916) i marszałek Francji
- Robert Nivelle – naczelny dowódca armii francuskiej (13 grudnia 1916 – kwiecień 1917)
- Philippe Pétain – naczelny dowódca armii francuskiej (kwiecień 1917 – 11 listopada 1918)
- Ferdinand Foch – marszałek Francji, Naczelny Dowódca Połączonych Sił Zbrojnych (26 marca 1918 – 11 listopada 1918)
- Milan Rastislav Štefánik – generał armii francuskiej, dowódca Legionu Czechosłowackiego

### Imperium brytyjskie
- Jerzy V – król Wielkiej Brytanii, cesarz Indii
- Herbert Henry Asquith – premier Wielkiej Brytanii (do 5 grudnia 1916)
- David Lloyd George – premier Wielkiej Brytanii (od 7 grudnia 1916)
- Horatio Kitchener – minister wojny (5 sierpnia 1914 – 5 czerwca 1916)
- William Robertson – naczelny dowódca armii (23 grudnia 1915 – luty 1918)
- John French – naczelny dowódca Brytyjskiego Korpusu Ekspedycyjnego (4 sierpnia 1914 – 15 grudnia 1915)
- Douglas Haig – naczelny dowódca Brytyjskiego Korpusu Ekspedycyjnego (15 grudnia 1915 – 11 listopada 1918)
- Hugh Trenchard – dowódca Royal Flying Corps – (sierpień 1915 – styczeń 1918)
- Winston Churchill – pierwszy lord admiralicji – (1911 – maj 1915)
- Arthur Balfour – pierwszy lord admiralicji – (maj 1915 – grudzień 1916)
- Edward Carson – pierwszy lord admiralicji – (10 grudnia 1916 – 17 lipca 1917)
- Eric Geddes – pierwszy lord admiralicji – (lipiec 1917 – styczeń 1919)
- John Arbuthnot Fisher – pierwszy lord morski – (1914 – maj 1915)
- Henry Jackson – pierwszy lord morski – (maj 1915 – listopad 1916)
- John Jellicoe – pierwszy lord morski (listopad 1916 – grudzień 1917)
- Rosslyn Wemyss(inne języki)– pierwszy lord morski (grudzień 1917 – listopad 1919)

#### Kanada
- Robert Borden – premier Kanady (1914–1918)
- Sam Hughes – minister milicji i obrony (1914 – styczeń 1915)
- Joseph Flavelle – dyrektor imperialnej komisji ds. uzbrojenia (1915–1919)
- Julian Byng (czerwiec 1916 – czerwiec 1917) dowódca Korpusu Kanadyjskiego
- Edwin Alderson – dowódca zjednoczonego Kanadyjskiego Korpusu Ekspedycyjnego (26 stycznia 1915 – wrzesień 1915)
- Arthur Currie – dowódca zjednoczonego Kanadyjskiego Korpusu Ekspedycyjnego (czerwiec 1917–)

#### Australia
- Joseph Cook – premier Australii (do 17 września 1914)
- Andrew Fisher – premier Australii (17 września 1914 – 27 października 1915)
- Billy Hughes – premier Australii (od 27 października 1915)
- John Monash – dowódca Korpusu Australijskiego (maj 1918 –)
- William Holmes – dowódca Australijskiego Ekspedycyjnego Korpusu Morskiego i Lądowego (sierpień 1914 – luty 1915)
- Harry Chauvel – dowódca Pustynnego Korpusu Konnego (Synaj i Palestyna) (sierpień 1917–)

#### Indie Brytyjskie
- Charles Hardinge – wicekról Indii 1910–1916
- Frederic Thesiger – wicekról Indii 1916–1921
- Austen Chamberlain – minister ds. Indii
- John Nixon – dowódca British Indian Army

#### Południowa Afryka
- Louis Botha – premier Afryki Południowej
- Jan Smuts – dowódca

#### Nowa Zelandia
- William Massey – premier Nowej Zelandii
- Alexander John Godley – dowódca Nowozelandzkich Sił Zbrojnych (do października 1914); dowódca Nowozelandzkiego Korpusu Ekspedycyjnego
- Alfred William Robin – generał-kwatermistrz oraz dowódca Nowozelandzkich Sił Zbrojnych (od października 1914)

### Imperium Rosyjskie
- Mikołaj II – car (do 15 marca 1917)
- Mikołaj Mikołajewicz Romanow – dowódca naczelny (1 sierpnia 1914 – 5 września 1916)
- Aleksander Samsonow – dowódca 2 Armii w trakcie inwazji na Prusy Wschodnie (1 sierpnia 1914 – 29 sierpnia 1914)
- Paul von Rennenkampf – dowódca 1 Armii w trakcie inwazji na Prusy Wschodnie (1 sierpnia 1914 – listopada 1914)
- Nikołaj Iwanow – dowódca armii cesarskiej na froncie południowo-zachodnim (1 sierpnia 1914 – marzec 1916) odpowiedzialny za działania w Galicji
- Aleksiej Brusiłow – dowódca frontu południowo-zachodniego, później tymczasowy dowódca naczelny po abdykacji cara (luty 1917 – sierpień 1917)
- Ławr Korniłow – dowódca frontu południowo-zachodniego, później dowódca naczelny (sierpień 1917)
- Aleksiej Kuropatkin – dowódca frontu północnego (październik 1915 – 1917)
- Nikołaj Judenicz – dowódca Kaukazu (styczeń 1915 – maj 1917)
- Andrej Eberhardt – dowódca floty czarnomorskiej (1914–1916)
- Aleksandr Kołczak – dowódca floty czarnomorskiej (1916–1917)
- Nikołaj Essen – dowódca floty bałtyckiej (1913 – maj 1915)

### Królestwo Serbii
- Piotr I – król Serbii
- książę Aleksander – regent, dowódca naczelny
- Nikola Pašić – premier Serbii
- Radomir Putnik – marszałek polny, szef sztabu serbskiej armii
- Živojin Mišić – generał/ marszałek polny, zastępca szefa sztabu serbskiej armii, zastępca dowódcy 1 Armii, później szef sztabu
- Petar Bojović – generał/ marszałek polny, dowódca 1 Armii, zastępca szefa sztabu, później dowódca 1 Armii
- Stepa Stepanović – generał/ marszałek polny, dowódca 2 Armii
- Pavle Jurišić Šturm – dowódca 3 Armii

### Królestwo Czarnogóry
- Mikołaj I – król Czarnogóry
- Janko Vukotić – dowódca 1 Armii Czarnogóry
- Daniło Petrowić-Niegosz – następca tronu, w sztabie 1 Armii
- Krsto Todorov-Zrnov Popović – w sztabie 1 Armii, adiutant Vukoticia
- Anto Gvozdenović – adiutant króla
- Mitar Martinović – dowódca kilku oddziałów czarnogórskiej armii

### Królestwo Grecji
- Konstantyn I – król Grecji, zrezygnował z tronu
- Aleksander – król Grecji, wstąpił na tron po rezygnacji ojca
- Elefterios Wenizelos – premier Grecji po 13 czerwca 1917
- Panajotis Danglis – grecki generał

### Belgia
- Albert I – król Belgii (23 grudnia 1909 – 17 lutego 1934)
- Leon de Witte – belgijski dowódca w bitwie pod Haelen
- Theophile Figeys – belgijski generał w trakcie ofensywy stu dni

### Włochy
- Wiktor Emanuel III – król Włoch
- Antonio Salandra – premier Włoch (do 18 czerwca 1916)
- Paolo Boselli – premier Włoch (18 czerwca 1916 – 29 października 1917)
- Vittorio Emanuele Orlando – premier Włoch (od 29 października 1917)
- Luigi Cadorna – głównodowodzący włoskiej armii
- Armando Diaz – szef sztabu włoskiej armii
- Luigi Amadeo di Savoia – głównodowodzący floty adriatyckiej (1914–1917)
- Paolo Thaon di Revel(inne języki) – admirał Królewskiej Floty Włoch

### Rumunia
- Ferdynand I – król Rumunii
- Constantin Prezan – szef sztabu
- Alexandru Averescu – dowódca rumuńskiej 2 i 3 Armii, później grupy armii „Południe”

### Stany Zjednoczone

Zastosowanie konwojów morskich w celu przetransportowania oddziałów amerykańskich do Francji, 1917

- Thomas Woodrow Wilson – prezydent Stanów Zjednoczonych/głównodowodzący siłami zbrojnymi USA
- Newton Baker – sekretarz wojny Stanów Zjednoczonych
- John Pershing – dowódca Amerykańskiego Korpusu Ekspedycyjnego

### Japonia
- Yoshihito – cesarz Japonii
- Shigenobu Ōkuma – premier Japonii (16 kwietnia 1914 – 9 października 1916)
- Masatake Terauchi – premier Japonii (9 października 1916 – 29 września 1918)
- Takashi Hara – premier Japonii (29 września 1918 – 4 listopada 1921)

### Portugalia
- Bernardino Machado – prezydent Portugalii (do 12 grudnia 1917)
- Afonso Costa – premier Portugalii (do 15 marca 1916; później jeszcze raz 25 kwietnia 1917 – 10 grudnia 1917)
- António José de Almeida – premier Portugalii (15 marca 1916 – 25 kwietnia 1917)
- Sidónio Pais – premier Portugalii i minister wojny (11 grudnia 1917 – 9 maja 1918) i prezydent Portugalii (od 9 maja 1918)
- José Maria Norton de Matos – minister wojny (do 10 grudnia 1917)
- João Tamagnini Barbosa – tymczasowy minister wojny (9 maja 1918 – 15 maja 1918)
- Amílcar Mota – sekretarz stanu ds. wojny (15 maja 1918 – 8 października 1918)
- Álvaro de Mendonça – sekretarz stanu ds. wojny (od 8 października 1918)
- Fernando Tamagnini de Abreu – dowódca Portugalskiego Korpusu Ekspedycyjnego
- José Augusto Alves Roçadas – dowódca sił portugalskich w południowej Angoli
- José Luís de Moura Mendes – dowódca sił portugalskich w Afryce Wschodniej (do czerwca 1916)
- José César Ferreira Gil – dowódca sił portugalskich w Afryce Wschodniej (od czerwca 1916)
- Sousa Rosa – dowódca sił portugalskich w Afryce Wschodniej (od 1917 roku)

### Syjam
- Vajiravudh – król Syjamu
- Chakrabongse Bhuvanadh – dowódca Syjamskiego Korpusu Ekspedycyjnego na zachodnim froncie

### Brazylia
- Venceslau Bras – prezydent Brazylii
- Pedro Frontin, szef Brazylijskiej Floty Ekspedycyjnej
- Napoleão Felipe Aché, szef Brazylijskiej Misji Wojskowej we Francji
- Nabuco Gouveia – szef brazylijskiej delegacji medycznej

## Podsumowanie wypowiedzeń wojny
Poniższa tabela przedstawia chronologię wypowiedzeń wojny. Rzędy na żółtym tle przedstawiają zerwania stosunków dyplomatycznych. Jeśli notatka nie pojawia się w innym miejscu, wypowiedzenie wojny przez i przeciwko Wielkiej Brytanii oznacza także wypowiedzenie wobec innych członków imperium brytyjskiego.
| Data            | Wypowiadający                          | Przeciw                                                             |
| 1914            | 1914                                   | 1914                                                                |
| --------------- | -------------------------------------- | ------------------------------------------------------------------- |
| 28 lipca        | Austro-Węgry                           | Królestwo Serbii                                                    |
| 30 lipca        | Imperium Rosyjskie                     | Austro-Węgry                                                        |
| 1 sierpnia      | Cesarstwo Niemieckie                   | Imperium Rosyjskie                                                  |
| 1 sierpnia      | Monako                                 | Cesarstwo Niemieckie                                                |
| 3 sierpnia      | Cesarstwo Niemieckie                   | Francja                                                             |
| 4 sierpnia      | Cesarstwo Niemieckie                   | Belgia                                                              |
| 4 sierpnia      | Wielka Brytania                        | Cesarstwo Niemieckie                                                |
| 5 sierpnia      | Królestwo Czarnogóry                   | Austro-Węgry                                                        |
| 6 sierpnia      | Austro-Węgry                           | Imperium Rosyjskie                                                  |
| 6 sierpnia      | Królestwo Serbii                       | Cesarstwo Niemieckie                                                |
| 9 sierpnia      | Królestwo Czarnogóry                   | Cesarstwo Niemieckie                                                |
| 11 sierpnia     | Francja                                | Austro-Węgry                                                        |
| 12 sierpnia     | Wielka Brytania                        | Austro-Węgry                                                        |
| 22 sierpnia     | Austro-Węgry                           | Belgia                                                              |
| 23 sierpnia     | Japonia                                | Cesarstwo Niemieckie                                                |
| 25 sierpnia     | Japonia                                | Austro-Węgry                                                        |
| 1 listopada     | Imperium Rosyjskie                     | Imperium Osmańskie                                                  |
| 2 listopada     | Królestwo Serbii                       | Imperium Osmańskie                                                  |
| 3 listopada     | Królestwo Czarnogóry                   | Imperium Osmańskie                                                  |
| 5 listopada     | Wielka Brytania · Francja              | Imperium Osmańskie                                                  |
| 1915            |                                        |                                                                     |
| 23 maja         | Włochy                                 | Austro-Węgry                                                        |
| 3 czerwca       | San Marino                             | Austro-Węgry                                                        |
| 21 sierpnia     | Włochy                                 | Imperium Osmańskie                                                  |
| 14 października | Bułgaria                               | Królestwo Serbii                                                    |
| 15 października | Wielka Brytania · Królestwo Czarnogóry | Bułgaria                                                            |
| 16 października | Francja                                | Bułgaria                                                            |
| 19 października | Włochy · Imperium Rosyjskie            | Bułgaria                                                            |
| 1916            |                                        |                                                                     |
| 9 marca         | Cesarstwo Niemieckie                   | Portugalia                                                          |
| 15 marca        | Austro-Węgry                           | Portugalia                                                          |
| 27 sierpnia     | Rumunia                                | Austro-Węgry                                                        |
| 27 sierpnia     | Włochy                                 | Cesarstwo Niemieckie                                                |
| 28 sierpnia     | Cesarstwo Niemieckie                   | Rumunia                                                             |
| 30 sierpnia     | Imperium Osmańskie                     | Rumunia                                                             |
| 1 września      | Bułgaria                               | Rumunia                                                             |
| 1917            |                                        |                                                                     |
| 6 kwietnia      | Stany Zjednoczone                      | Cesarstwo Niemieckie                                                |
| 7 kwietnia      | Kuba                                   | Cesarstwo Niemieckie                                                |
| 10 kwietnia     | Bułgaria                               | Stany Zjednoczone                                                   |
| 13 kwietnia     | Boliwia                                | Cesarstwo Niemieckie                                                |
| 20 kwietnia     | Imperium Osmańskie                     | Stany Zjednoczone                                                   |
| 2 lipca         | Królestwo Grecji                       | Cesarstwo Niemieckie · Austro-Węgry · Imperium Osmańskie · Bułgaria |
| 22 lipca        | Tajlandia                              | Cesarstwo Niemieckie · Austro-Węgry                                 |
| 4 sierpnia      | Liberia                                | Cesarstwo Niemieckie                                                |
| 14 sierpnia     | Chiny                                  | Cesarstwo Niemieckie · Austro-Węgry                                 |
| 6 października  | Peru                                   | Cesarstwo Niemieckie                                                |
| 7 października  | Urugwaj                                | Cesarstwo Niemieckie                                                |
| 26 października | Brazylia                               | Cesarstwo Niemieckie                                                |
| 7 grudnia       | Stany Zjednoczone                      | Austro-Węgry                                                        |
| 7 grudnia       | Ekwador                                | Cesarstwo Niemieckie                                                |
| 10 grudnia      | Panama                                 | Austro-Węgry                                                        |
| 16 grudnia      | Kuba                                   | Austro-Węgry                                                        |
| 1918            |                                        |                                                                     |
| 23 kwietnia     | Gwatemala                              | Cesarstwo Niemieckie                                                |
| 8 maja          | Nikaragua                              | Cesarstwo Niemieckie · Austro-Węgry                                 |
| 23 maja         | Kostaryka                              | Cesarstwo Niemieckie                                                |
| 12 lipca        | Haiti                                  | Cesarstwo Niemieckie                                                |
| 19 lipca        | Honduras                               | Cesarstwo Niemieckie                                                |
| 10 listopada    | Rumunia                                | Cesarstwo Niemieckie                                                |